# پیشاهنگی دختران در ایران

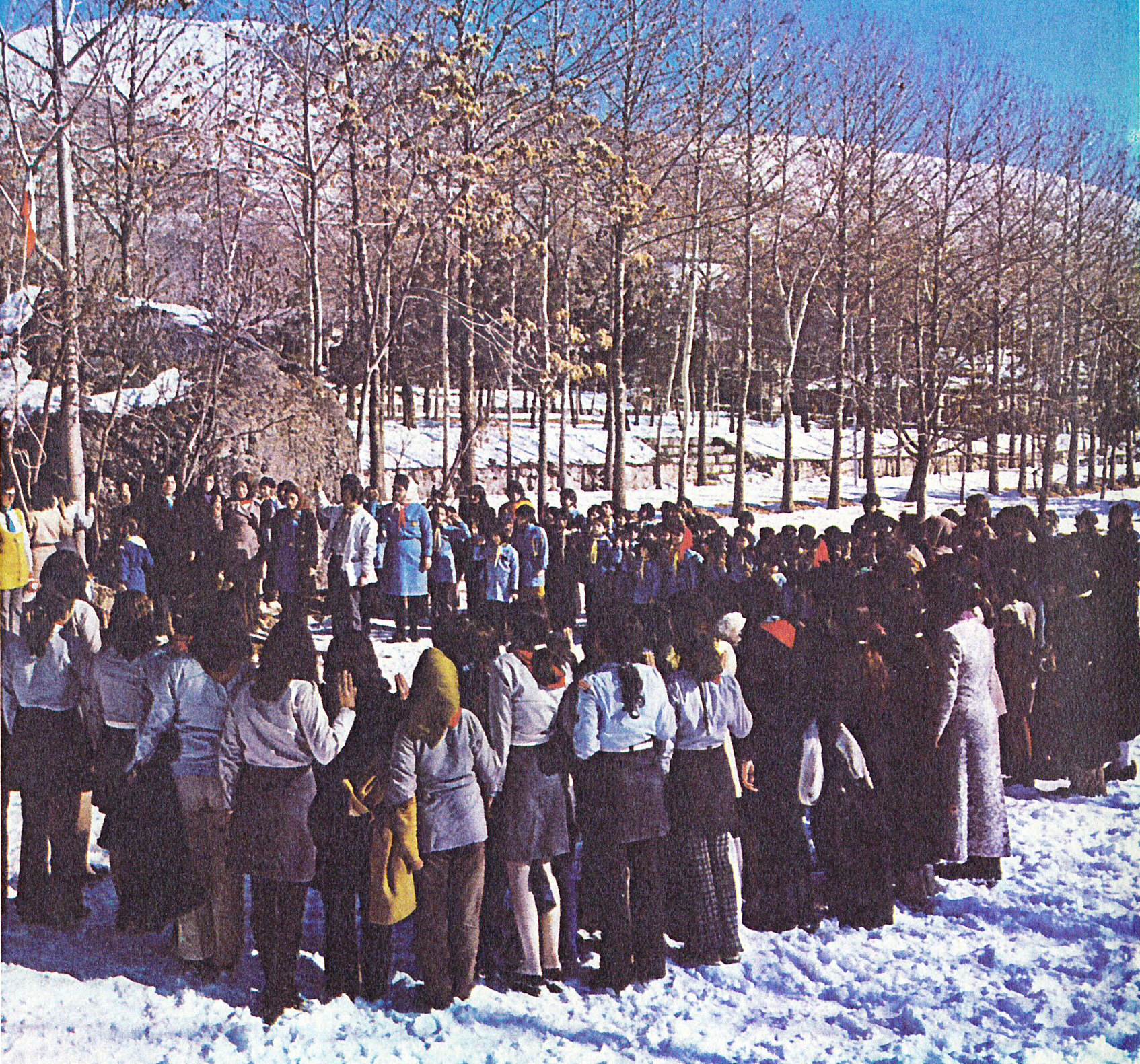
اجتماع پیش آهنگان دختر

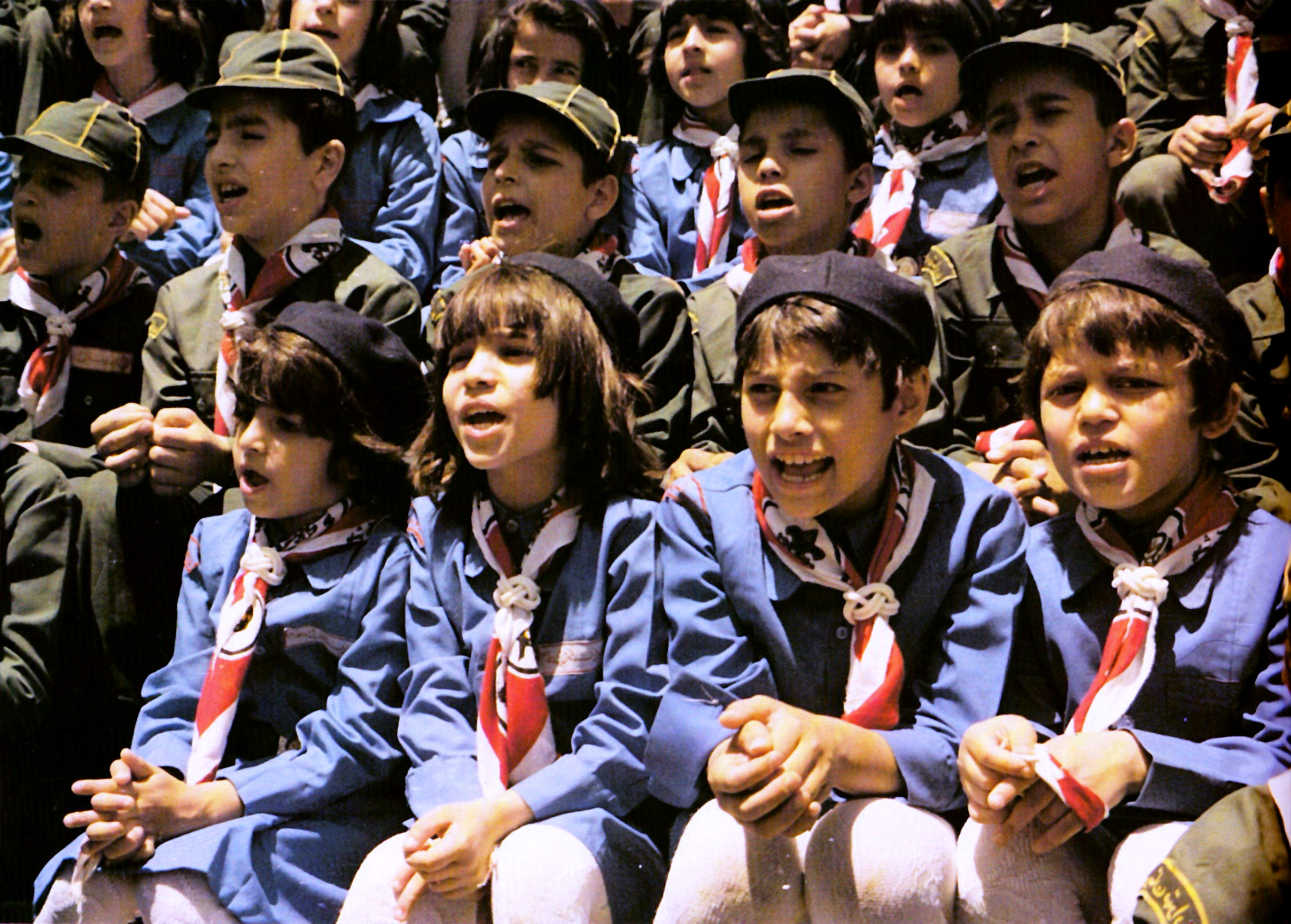
اجتماع پیش‌آهنگی فرشتگان سرود می‌خوانند

پیشاهنگی دختران زیر نظر سازمان ملی پیشاهنگی ایران با سرپرستی شورای عالی پیش‌آهنگی ایران به ریاست عالیه فرح پهلوی و هیئت‌مدیره اداره می‌شود. پیش‌آهنگی دختران در سال ۱۳۳۶ ه‍.ش بنیان شد و آغاز به کار کرد. هدف از ایجاد این سازمان آموزش روحی و جسمی دختران بر اساس پیشاهنگی جهانی و برتری‌های ملی و رشد اجتماعی بیشتر آنان برای زندگی بهتر می‌باشد.
پیش‌آهنگی علم نیست و عمل است و از راه و روش ویژه عملی آموزش داده می‌شود. این آموزش‌ها بر اساس کار و واگذاری مسئولیت به کودکان است. فعالیت‌های پیش‌آهنگی در واحدهای آموزشی و اردوهای و جمبوری‌ها و خانه‌های پیش‌آهنگی انجام می‌گیرد. این آموزش‌ها می‌باید به وسیله مربی زیر نظر کمیته‌های وابسته اداره شود. این کمیته‌ها از پدران و مادران برگزیدهٔ کودکان تشکیل می‌شود و بدون سرپرستی مستقیم پدران و مادران، ملی بودن آن معنی ندارد.

## سازمان
پیش‌آهنگی دختران زیر نظر سازمان ملی پیش‌آهنگی ایران با سرپرستی شورای عالی پیش‌آهنگی ایران و هیئت مدیره که بر اساس قوانین ویژه برگزیده شده‌اند، اداره می‌شد:
ادارهٔ مرحلهٔ فرشتگان برای آموزش دختران از ۷ تا ۱۰ سال
ادارهٔ مرحلهٔ فرشتگان برای آموزش دختران از ۱۰ تا ۱۵ سال
ادارهٔ مرحلهٔ جویندگان و سیاران برای آموزش دختران از ۱۵ تا ۲۰ سال
ادارهٔ جهانی دختران
ادارهٔ فعالیت‌ها
ادارهٔ حسابداری
اداره‌های مربوط به ارزشیابی، آموزش نشان لیاقت روستایی، پیوندهای همگانی و خدمات اجتماعی با قسمت پسران پیش‌آهنگ مشترک است.
پیش‌آهنگی دختران از نظر خدماتی بر پایهٔ مقررات جهانی پیش‌آهنگی در آموزشگاه‌هایی است که زیر سرپرستی مدیران فنی فعالیت و خدمت می‌نماید ولی در داخل هر واحد تقسیمات ویژه پیش‌آهنگی وجود دارد.